# Gentský voláč
Gentský voláč je okrasné plemeno holuba domácího. Je to holub velkého tělesného rámce, s dobře vyvinutým voletem, vodorovně drženým trupem a bohatě rousnýma nohama. Trvalé nafouknutí volete jej řadí mezi voláče, v seznamu plemen EE je zapsán pod číslem 0309. Název plemeno získalo podle belgického města Gent. Velmi podobným plemenem je staroholandský voláč.
Staroholandský voláč patří mezi velká, vysokonohá a rousná plemena voláčů, ale svými exteriérovými znaky se řadí mezi voláče původní. Má velké vole, které ve své dolní části není nijak podvázané a plynule přechází v hruď, a tělo nese téměř vodorovně. Také nohy gentského voláče nejsou tak dlouhé jako u prošlechtěnějších plemen. Běháky jsou opeřené bohatým rousem, který je doplněný supími pery vyrůstajícími z lýtek ptáka.
Chová se v mnoha barevných i kresebných rázech: nejrozšířenější jsou voláči v sedlaté kresbě, která je u tohoto plemene bez barevné kapky na hlavě a bílou náprsenkou, která zasahuje až daleko na vole, a to v barvě černé, modré, červené, žluté a stříbřité. Dále se chovají gentští voláči jednobarevní černí, modří a stříbřití pruhoví a kapratí, červení, žlutí, červení a žlutí plaví a bílí, tygři a straci v černé, červené a žluté barevné řadě a voláči modroocasí. Ti mají peří na většině těla bílé, hlava je modře stříkaná, ocas včetně horních ocasních krovek a ocasního klínu je světle modrý, s tmavým ocasním pruhem.